# Episodi di Atlanta (prima stagione)
La prima stagione della serie televisiva Atlanta, composta da 10 episodi, è stata trasmessa in prima visione negli Stati Uniti dal canale FX dal 6 settembre al 1º novembre 2016.
In Italia, la stagione è andata in onda dal 19 gennaio al 16 febbraio 2017 su Fox.
| nº | Titolo originale       | Titolo italiano        | Prima TV USA      | Prima TV Italia  |
| -- | ---------------------- | ---------------------- | ----------------- | ---------------- |
| 1  | The Big Bang           | Il sogno               | 6 settembre 2016  | 19 gennaio 2017  |
| 2  | Streets on Lock        | Notorietà              | 6 settembre 2016  | 19 gennaio 2017  |
| 3  | Go for Broke           | Il tutto per tutto     | 13 settembre 2016 | 26 gennaio 2017  |
| 4  | The Streisand Effect   | L'effetto Streisand    | 20 settembre 2016 | 26 gennaio 2017  |
| 5  | Nobody Beats The Biebs | Nessuno batte Bieber   | 27 settembre 2016 | 2 febbraio 2017  |
| 6  | Value                  | Sincerità              | 4 ottobre 2016    | 2 febbraio 2017  |
| 7  | B.A.N.                 | Il talk show           | 11 ottobre 2016   | 9 febbraio 2017  |
| 8  | The Club               | Il club                | 18 ottobre 2016   | 9 febbraio 2017  |
| 9  | Juneteenth             | Jet set                | 25 ottobre 2016   | 16 febbraio 2017 |
| 10 | The Jacket             | Una ricerca complicata | 1º novembre 2016  | 16 febbraio 2017 |

## Il sogno
- Titolo originale: The Big Bang
- Diretto da: Hiro Murai
- Scritto da: Donald Glover

### Trama
Earnest "Earn" Marks non è soddisfatto della vita che conduce nei sobborghi di Atlanta. Il lavoro come promoter in aeroporto non gli permette di avere una casa, costringendolo a coabitare assieme all'ex fidanzata Van, con cui ha una figlia di nome Lottie. Saputo che Van si sta vedendo con altre persone, Earn vuole trovare la sua indipendenza e cerca di rientrare nel mondo della musica, abbandonato ormai da tre anni. Per fare questo si rivolge a suo cugino Alfred, il quale ha inciso un demo con il nome d'arte di Paper Boi. Earn propone ad Alfred di diventare suo agente, ma il cugino dice di non aver bisogno di nessuno che gestisca i suoi affari. Convincendolo che in futuro, quando avrà successo, dovrà necessariamente cambiare idea, Earn promette di sfruttare le sue vecchie conoscenze nel mondo musicale per ottenere un passaggio radiofonico del suo singolo.
Earn fa visita a Dave, deejay di una radio locale, e riesce a far passare il singolo di Alfred. Quella sera, mentre sono in macchina insieme ad ascoltare la canzone, un uomo rompe il finestrino retrovisore della macchina di Alfred. Quest'ultimo reagisce sparando all'uomo. Rientrata a casa da un appuntamento galante, Van apprende dalla radio che Earn e Alfred sono stati arrestati.
- Canzone iniziale: "No Hook" di OJ Da Juiceman
- Canzone finale "Paper Boi" di Brian Tyree Henry

## Notorietà
- Titolo originale: Streets on Lock
- Diretto da: Hiro Murai
- Scritto da: Stephen Glover

### Trama
Questioni come la brutalità della polizia, l'omofobia, la transfobia e le malattie mentali sono affrontate mentre Earn attende la cauzione dopo che i ragazzi sono stati arrestati per il loro incidente di tiro; Paper Boi prova il suo primo assaggio di fama subito dopo essere stato scarcerato.
- Canzone iniziale: "Law" di Yo Gotti
- Canzone finale: "Grandma's Hands" di Bill Withers

## Il tutto per tutto
- Titolo originale: Go for Broke
- Diretto da: Hiro Murai
- Scritto da: Stephen Glover

### Trama
Earn va a un appuntamento con Van, anche se è al verde; Paper Boi dimostra che potrebbe avere quello che serve per trafficare mentre lui e Darius si impegnano in un affare di droga con i Migos (interpretando versioni fittizie di se stessi).
- Canzone iniziale: "Skrt" di Kodak Black
- Canzone finale: "Spray the Champagne" dei Migos

## L'effetto Streisand
- Titolo originale: The Streisand Effect
- Diretto da: Hiro Murai
- Scritto da: Donald Glover

### Trama
Paper Boi si occupa di troll sui social media; Earn prova a scambiare il suo telefono con denaro, mentre Darius crea un investimento per il futuro.
- Canzone iniziale: "Philosophers Throne" di Xavier Wulf
- Canzone finale: "Home Again" di Michael Kiwanuka
- Nota: titolo e tematiche dell'episodio si riferiscono all'Effetto Streisand.

## Nessuno batte Bieber
- Titolo originale: Nobody Beats the Biebs
- Diretto da: Hiro Murai
- Scritto da: Stephen Glover

### Trama
Justin Bieber, che è raffigurato come un afro-americano, fa una comparsa ad Atlanta in una partita di basket delle celebrità, sfregando Paper Boi nel modo sbagliato. Nel frattempo, Earn si intrufola in una riunione di agenti di alto profilo dopo essere stato scambiato per qualcun altro, mentre Darius viene coinvolto in un incidente in un poligono di tiro dove viene criticato per una scelta discutibile per il bersaglio.
Canzone iniziale: "Am I Black Enough For You?" di Billy Paul
Canzone finale: "Forget About It" di Donald Glover

## Sincerità
- Titolo originale: Value
- Diretto da: Donald Glover
- Scritto da: Donald Glover & Stefani Robinson

### Trama
Vanessa incontra a cena la sua amica Jayde: al contrario di Van, Jayde ha avuto molto successo, frequenta uomini ricchi e viaggia spesso in Europa. La cena è dunque all'insegna del disagio reciproco, perché nessuna delle due riesce ad accettare lo stile di vita dell'altra. In particolare, Jayde accusa Van di essere ancora troppo legata a Earn, che le tarpa le ali per una vita migliore; dal canto suo. Per questa ragione, Jayde cerca di presentarle un uomo ricco e affascinante, ma Vanessa si rifiuta.

Nel corso della serata tuttavia le due amiche si riconciliano, e fumano erba assieme in auto.

Il mattino dopo, la realtà torna prepotentemente nella vita di Vanessa: svegliandosi, si ricorda che quel giorno è in programma un test antidroga. Disperata, chiede aiuto a Jayde la quale, però, è già in viaggio e non si cura tanto del destino della sua amica (dimostrando così la vacuità di cui l'aveva accusata Vanessa la sera prima). Sempre più preoccupata, Vanessa arriva a chiedere consigli addirittura Paper Boi. Alla fine, decide di usare le urine della propria figlia: arrivata al posto di lavoro, rovescia per sbaglio il campione di urina pulito e, messa alle strette, decide di ammettere col proprio capo di aver fumato la sera prima. Il suo capo afferma di essere comprensiva, ma la licenzia comunque. A questo punto Vanessa torna a casa, dove trova Earn, beatamente all'oscuro di tutta la vicenda.
- Canzone iniziale: "It's Forever" dei The Ebonys
- Canzone finale: "Hit it and Quit It" dei Funkadelic

## Il talk show
- Titolo originale: B.A.N.
- Diretto da: Donald Glover
- Scritto da: Donald Glover

### Trama
Paper Boi ha twittato che non avrebbe mai fatto sesso con Caitlyn Jenner, suscitando polemiche sui social.

Per questa ragione, viene invitato a un talk show di una televisione per afroamericani, intervistato da tale Franklin Montague. Assieme a loro due, nello studio c'è anche una attivista femminista e gender, la dottoressa Deborah Holt. L'intervista è tendenziosa, e Paper Boi non capisce dove si voglia arrivare con le domande poste dall'intervistatore; egli infatti sembra più determinato a dimostrare una tesi (la cultura rap afroamericana è maschilista e sessista) piuttosto che sentire il parere degli ospiti. Di questa cosa si rendono conto sia Paper Boi (seccato anche per il fatto che non riceverà compenso per questa ospitata in tv) che la dottoressa Holt, che dopo alcuni contrasti si trovano d'accordo su molti temi.

Nella seconda parte del talk show, Montague introduce la storia di tale Antoine Smalls, un ragazzo nero convinto di essere un trentacinquenne bianco di nome Harrison Booth, e determinato a fare un'operazione di riassegnamento della razza. A questo punto però Paper Boi non riesce più a essere serio, e comincia a sghignazzare per l'assurdità della vicenda: anche perché, oltretutto, il giovane Antoine è profondamente contrario ai diritti degli omosessuali, il che rende la sua situazione ancora più surreale.

La trasmissione è inframezzata da diversi spot pubblicitari, per esempio:
1. un uomo va in giro per la città con la sua Dodge Charger, ma alla fine salta fuori che è l'unica cosa che gli è rimasta dopo un divorzio disastroso, che lo ha lasciato addirittura senza biancheria intima;
2. un cartone di una pubblicità di cereali si trasforma in una satira sugli abusi della polizia nei confronti dei neri

- Canzone iniziale: non presente
- Canzone finale: non presente
- Premi: Per questo episodio, Donald Glover ha vinto un Emmy per la miglior regia per una serie commedia[2], ricevendo una candidatura ai Directors Guild of America Award per la stessa categoria.[3]

## Il club
- Titolo originale: The Club
- Diretto da: Hiro Murai
- Scritto da: Jamal Olori

### Trama
Paper Boi, Earn e Darius si trovano in un club, e hanno a disposizione un angolo riservato. La stessa sera però è presente anche Marcus Miles, una star dell'NBA, che ruba a Paper Boi tutta la scena: la maggior parte degli avventori del club cerca di entrare nel suo privé e non in quello di Paper Boi, che è sempre più indispettito. Le cose non vanno bene nemmeno per Darius che, dopo essere uscito per qualche minuto dal privé, non riesce più a entrarci, a causa di un buttafuori ottuso.

Nel frattempo, il promoter della serata fa di tutto per non pagare Earn, che finisce per rincorrerlo per il locale per tutta la notte. La ricerca sembra vana, anche perché il promoter è scappato dietro una parete girevole, ed Earn riesce a scoprire il nascondiglio solo grazie all'aiuto di una barista con cui ha stretto amicizia. Tuttavia, una volta trovato, Earn non riesce a imporsi sul promoter, che gli dà molti meno soldi di quelli promessi.

Abbacchiato, Earn torna da Paper Boi (a sua volta molto deluso per come sta andando la serata) e gli racconta il fatto: furibondo, il rapper irrompe nello stanzino del promoter, lo aggredisce e si prende i soldi.

Usciti dal locale, i tre amici sentono uno sparo nel parcheggio  e cominciano a scappare (si intravede anche Marcus Miles in fuga sulla sua auto invisibile). Poco più tardi, si sente la notizia che Paper Boi è indagato per rapina a mano armata.
- Canzone iniziale: "Real Sisters" di Future
- Canzone finale: "I Can Dig It, Baby" di Little Beaver

## Jet set
- Titolo originale: Juneteenth
- Diretto da: Janicza Bravo
- Scritto da: Stefani Robinson

### Trama
Earn si sveglia nel letto di una donna (conosciuta probabilmente la sera prima). Poco dopo, arriva Van con l'auto a prenderlo, e insieme si dirigono a una festa di una nuova amica della donna. Si tratta di una donna nera borghese e molto facoltosa, che vive in una villa molto grande e pretenziosa. Van ha intenzione di fare buona impressione con lei, per poter trovare nuovi agganci e contatti, per il bene della propria carriera. Per questa ragione ha bisogno di presentare sé stessa ed Earn come una coppia colta e affiatata.

Nel corso della festa, i due incontrano personaggi molto bizzarri: per esempio Earn si trova seriamente in imbarazzo col marito della donna di casa, un uomo bianco abbastanza ossessionato dalla cultura nera e dal senso di colpa verso schiavitù e discriminazioni. Nonostante la situazione sia sempre più assurda, la serata sembra procedere bene. A un certo punto, alcuni camerieri (anch'essi neri) riconoscono Earn come uno della cerchia di Paper Boi e gli chiedono informazioni sull'amico. La padrona di casa scopre il fatto, e comincia a inveire contro la cultura hip-hop (a suo dire, degradante dell'immagine dei neri). A questo punto allora Earn perde la pazienza e comincia a litigare con i due padroni di casa, dando loro dei falsi. Dopodiché lui e Vanessa abbandonano la festa. Sulla via del ritorno, Earn chiede scusa a Vanessa per il proprio comportamento: lei gli chiede di fermare l'auto e comincia a fare sesso con lui.
- Canzone iniziale: "Change of the Guard" di Kamasi Washington
- Canzone finale: "Chain Gang" di Sam Cooke

## Una ricerca complicata
- Titolo originale: The Jacket
- Diretto da: Hiro Murai
- Scritto da: Stephen Glover

### Trama
Dopo una serata di baldorie con Paper Boi e Darius, Earn si sveglia nella casa di uno sconosciuto. Il padrone di casa è molto arrabbiato perché nel corso della festa della sera prima gli è stata devastata la casa, anche con principi di incendio. Tuttavia Earn non riesce più a trovare il suo bomber, che ha alcuni oggetti importanti per lui. Per questa ragione, Earn cerca di ricostruire a ritroso gli eventi della sera prima, per capire dove possa mai essere finito. Accompagnato da Paper Boi e Darius, si dirige verso l'abitazione dell'autista Uber che li aveva scarrozzati per tutta la serata, ma finiscono per caso nel mezzo di un agguato della polizia: l'autista, infatti, è un trafficante di droga e di armi. La polizia uccide l'autista (che stava cercando di scappare) sotto lo sguardo sbalordito di Earn e dei suoi amici: per combinazione, l'autista aveva indosso il bomber di Earn, ma le tasche sono vuote.

Alla fine di questa assurda giornata, Paper Boi dà a Earn un 5% di retribuzione per il suo buon lavoro da manager. Più tardi, Earn va a trovare Van, e le dà buona parte dei soldi appena ricevuti. Qualche minuto dopo, si incontra con l'amico Justin, che ha ritrovato l'oggetto che Earn aveva cercato tutto il giorno: le chiavi di un box, che Earn usa come propria abitazione.
- Canzone iniziale: "Broccoli" di DRAM e Lil Yachty
- Canzone finale: "Elevators (Me & You)" degli OutKast